# June Chadwick
June Chadwick (née le 30 novembre 1951 à Warwickshire) est une actrice britannique.
Elle est notamment connue pour avoir tenu le rôle de Lydia dans la série télévisée américaine V.

## Biographie
Grande blonde au visage allongé et très sévère[réf. nécessaire], June Chadwick, avant de jouer le lézard comploteur dans V, semait la zizanie dans le premier film (culte) de Rob Reiner, Spinal Tap. Par la suite elle devient une invitée de luxe dans les séries : L'Agence tous risques, Magnum, Arabesque, MacGyver, Matlock, etc. Directement après la série de Kenneth Johnson, elle a trouvé un autre rôle récurrent dans la série policière Riptide.

## Filmographie

### Cinéma
- 1978 : Hallucinations (The Comeback) : L'infirmière
- 1979 : The Golden Lady : Lucy
- 1980 : Silver Dream Racer : La secrétaire
- 1982 : Mutant (Forbidden World) : Dr. Barbara Glaser
- 1982 : Les Frénétiques (The Last Horror Film) : 1re reporter
- 1984 : Spinal Tap (This Is Spinal Tap) : Jeanine Pettibone
- 1986 : Jumpin' Jack Flash : Gillian
- 1987 : Machinations (Distortions) : Kelly Howell
- 1988 : Quiet Thunder : Karen Ashmon
- 1988 : Duo pour une nuit noire (Headhunter) : Denise Giullani
- 1989 : The Evil Below : Sarah Livingston
- 1989 : 2099 : les révoltés du désert (Rebel Storm) : Mila Hart
- 1990 : Back Stab : Mlle Chambers
- 1999 : Diamonds : Roseanne Agensky
- 2001 : Face au tueur (Facing the Enemy) : Irene Spellman

### Télévision
- 1983 : Sparkling Cyanide : Sandra Farraday
- 1984 : V : Lydia
- 1985 : The A-Team (Judgement day Part 1 & 2) : Carla Singer
- 1985-1986 : Riptide : Lt. Joanna Parisi
- 1986 : MacGyver (saison 2 épisode 1) : Jill Ludlum
- 1992 : Going to Extremes : Dr. Alice Davis
- 1994 : Dans l'œil de l'espion : Angel Sheridan
- 1995 : Dazzle : Georgina Rosemont

## Doublage
- 2001 : Star Trek: Away Team (jeu vidéo) : Sheila Thatcher, Ph.D.